# Euro Truck Simulator 2
Euro Truck Simulator 2 é um jogo de simulação de caminhões desenvolvido e publicado pela SCS Sofware. Foi lançado em 19 de outubro de 2012 e está disponível para Windows, MacOS e Linux. 
Nele, o jogador dirige caminhões através de um mapa que representa uma versão reduzida da Europa e suas estradas, transportando cargas e realizando entregas. Conforme o jogo avança, torna-se possível comprar caminhões, garagens, reboques e contratar motoristas para trabalhar na empresa criada pelo jogador. O jogo é uma sequência de Euro Truck Simulator, lançado em 2008
Euro Truck Simulator 2 vendeu treze milhões de cópias e oitenta milhões de DLCs até outubro de 2022.

## Desenvolvimento
As primeiras notícias sobre o desenvolvimento do jogo surgiram em maio de 2010, quando Pavel Šebor, CEO da SCS Software, disse que "(...) Euro Truck Simulator 2 é atualmente o nosso principal projeto." Um dos objetivos da empresa com o novo jogo, que é uma sequência de Euro Truck Simulator, era expandir as possibilidades de personalização dos veículos, assim como incluir mais modelos de caminhões reais no simulador. A inteligência artificial dos motoristas controlados pela máquina, criticada nos jogos passados, também receberia melhorias.
Em agosto de 2011, algumas semanas depois de a SCS Software alegar problemas orçamentários e afirmar que gostaria de lançar Euro Truck Simulator 2 o mais rápido possível, a empresa de distribuição de jogos Rondomedia anunciou oficialmente o jogo, ainda sem data de lançamento. Havia um receio de que o dinheiro investido no desenvolvimento do simulador teria sido muito alto e que ele poderia vender menos cópias que seu antecessor.
Anunciado para janeiro de 2012, o jogo foi adiado diversas vezes, incluindo previsões de que seria disponibilizado em março, agosto ou novembro daquele ano. Euro Truck Simulator 2 foi lançado para Windows em 19 de outubro de 2012 no site da SCS Software. Uma versão beta foi disponibilizada para Linux em 16 de abril de 2013 e uma versão estável para MacOS foi liberada em 29 de janeiro de 2015.

## Jogabilidade

Vista do tráfego de veículos a partir da visão em primeira pessoa do motorista dentro do caminhão

Em Euro Truck Simulator 2, o jogador controla um caminhoneiro que transporta cargas por cidades na Europa. A princípio, o jogador é limitado a trabalhar usando caminhões e reboques de terceiros, o que é conhecido como Trabalho Rápido. Conforme acumula dinhero ou pega empréstimos bancários, ele pode comprar seus próprios caminhões e reboques e usá-los no Mercado de Fretes e no Mercado de Cargas, o que lhe permite ganhar mais dinheiro por entrega, mas também obriga o jogador a custear gastos como gasolina e reparos. O dinheiro também pode ser usado para personalizar seus caminhões e reboques, adicionando pinturas, pneus, acessórios de cabine e demais itens. Concluir as entregas dá ao jogador pontos de habilidade, que podem ser distribuídos entre categorias que o permitirão, por exemplo, transportar por distâncias maiores ou transportar cargas frágeis, aumentando seus ganhos.

### Empresa
No início de Euro Truck Simulator 2, o jogador deve escolher uma cidade na Europa que será a sede da sua empresa. Esta sede pode ser melhorada para abrigar mais caminhões e funcionários, que trabalharão para a empresa do jogador.

### Mapa
O mapa base de Euro Truck Simulator 2 possui 74 cidades em doze países na Europa. Novos países e cidades podem ser explorados com a aquisição de DLCs, elevando o número de cidades para mais de 300.
| País (total de cidades) | Cidades |
| ----------------------- | --- |
| Alemanha (22)           | Berlim, Hamburgo, Munique, Colônia, Frankfurt am Main, Stuttgart, Düsseldorf, Dortmund, Lípsia, Dresden, Hanover, Nurembergue, Duisburgo, Bremen, Rostock, Magdeburgo, Kiel, Mannheim, Erfurt, Kassel, Osnabrück, Travemünde |
| Reino Unido (18)        | Londres, Birmingham, Manchester, Liverpool, Sheffield, Newcastle upon Tyne, Southampton, Plymouth, Cambridge, Carlisle, Grimsby, Felixstowe, Dover, Glasgow, Edimburgo, Aberdeen, Cardiff, Swansea                           |
| França (8)              | Paris, Lyon, Lille, Estrasburgo, Reims, Dijon, Metz, Calais |
| Áustria (6)             | Viena, Graz, Linz, Salzburgo, Innsbruck, Klagenfurt am Wörthersee |
| Itália (5)              | Milão, Turim, Veneza, Verona, Trieste |
| Polônia (3)             | Breslávia, Poznań, Estetino |
| Países Baixos (3)       | Amsterdã, Roterdã, Groningen |
| Suíça (3)               | Zurique, Genebra, Berna |
| República Tcheca (2)    | Praga, Brno |
| Bélgica (2)             | Bruxelas, Liège |
| Luxemburgo (1)          | Luxemburgo |
| Eslováquia (1)          | Bratislava |

## Conteúdo baixável
Desde 2013, Euro Truck Simulator 2 recebe novos países e cidades, caminhões, cargas, reboques, acessórios e pinturas através de DLCs pagas e gratuitas. O jogo vendeu oitenta milhões de DLCs até outubro de 2022.

## Recepção
O jogo foi, de maneira geral, bem recebido pela crítica por ter jogabilidade fluida e ótima realidade virtual. Obteve uma pontuação de 79/100 no Metacritic.
Em uma análise positiva para a Destructoid, Jim Sterling elogiou a acessibilidade do jogo, ressaltando o quão fácil os recursos de GPS e mapa são de acessar e a variedade de opções disponíveis. Ele também elogiou os gráficos. No entanto, ele criticou a inteligência artificial dos outros veículos na estrada. Em uma revisão da mesma forma favorável, Tim Stone da PC Gamer chamou o jogo de "inesperadamente cativante", elogiando o tamanho do mapa e a variação das estradas e paisagens disponíveis.

### Prêmios
A PC Gamer premiou o jogo com 'Sim of the Year 2012' em seus prêmios de final de ano.

Em 2016, Euro Truck Simulator 2 foi premiado em duas categorias da Steam Awards, um concurso anual criado pela Steam, em que os vencedores e eleitos de cada categoria são votados pelos jogadores e utilizadores da plataforma. Os prêmios foram nas categorias Sit Back and Relax e I Thought this Game Was Cool Before It Won a Award.